# Anton de Goede
Anton Jan (Anton) de Goede (Velsen, 13 januari 1956) is een Nederlands programmamaker, presentator en stem voor luisterboeken.

## Biografie
Nadat De Goede in 1975 de middelbare school in IJmuiden verliet, werd hij boekverkoper bij Athenaeum Boekhandel aan het Amsterdamse Spui. In 1980/1982 werkte hij bij reclamebureau Prad als copywriter (onder meer voor Mercedes-Benz, De Postcodeloterij en Douwe Egberts).
Bij Paradiso was hij in 1977 mede-oprichter van de Beurs van Kleine Uitgevers waar hij jarenlang een programma met schrijvers en dichters presenteerde. Dat leverde hem radiowerk op bij de VPRO. Sinds 1988 werkte hij als redacteur en eindredacteur bij de VPRO Gids en als presentator en maker van programma's als Michelangelo, Het Gebouw, Geblaf in het Hondsdal, VPRO aan de Amstel, VPRO’s Marathoninterviews, Brands met Boeken, De Avonden en Nooit Meer Slapen. Tot 2018 was hij eindredacteur van Woord.nl (NPO). In 2020 was hij redacteur van het documentaireprogramma Radiodoc (VPRO/NTR) en verantwoordelijk voor het radiodrama dat bij de VPRO werd uitgezonden en de podcasts die deze omroep publiceerde. Hij is verder bekend als presentator van literaire evenementen en publiceerde onder meer in de tijdschriften De Tweede Ronde, Tirade en Mens & Gevoelens. Vanaf 2017 maakte hij de podcast Lees dees die werd uitgezonden in Nooit meer slapen. In deze podcast, die aanhaakte bij de actie Schwob van het Nederlands Letterenfonds, behandelde hij maandelijks een vergeten klassieker uit de wereldliteratuur. In 2020 tekende hij voor de VPRO-podcast Een dik uur Ischa op de radio waarin radio-uitzendingen van en met Ischa Meijer worden besproken door Karin Bloemen, Ramsey Nasr, Jan Haasbroek, Jessica Meijer en vele anderen.  Onder regie van John Albert Jansen zond de EO in het najaar van 2022 de televisiedocumentaire 'En de naam is Heeresma' uit, waarin De Goede te zien is als interviewer. Sinds september 2022 werkt De Goede in opdracht van De Arbeiderspers aan een biografie van schrijver Heere Heeresma (1932-2011). 

## Publicaties
- Gerard Reve leest voor: De avonden: Een onopgelost mysterie (1991, VPRO-gids 47, 23-29 november)
- Bijdrage in ‘Parmentier, Johnny van Doornnummer’ (1993, Stichting Randschrift)
- Inleiding en annotatie 'Vlieg vogel vlieg met me mee tralala', brieven van Heere Heeresma (2000, uitgeverij de Prom)
- Radiovierluik met ‘Monologen uit het bijna toen’ (2003, VPRO’s De Avonden en VPRO Gids)
- Bijdrage in ‘Zelf uitgeven! Waarin een kleine uitgever groot kan zijn’ (2007, uitgeverij Lias en uitgeverij De Republiek)
- 'Olympiaweg 14', in ‘Amsterdam & zijn schrijvers’ (2008, uitgeverij Bas Lubberhuizen)
- Idee, samenstelling & redactie van Uitgelezen Boeken, Heere Heeresmanummer’ (2012, uitgeverij De Buitenkant)
- 'Over een man. En zijn boek', in ‘De God van Nederland’ (2012, nr 3, Stichting Polak & Van der Kamp)
- 'Kaddish voor een buurt', het oorlogsdecor van Amsterdam-Zuid. Bezorging van transcriptie radiomonologen van Heere Heeresma uit 2003, met inleiding en briefwisseling tussen De Goede en Heere Heeresma (2013, uitgeverij Reservaat, derde druk in 2014)
- In Memoriam Ivan Sitniakowsky (‘De Parelduiker’, 2014, Stichting Oog in ’t Zeil)
- Voorwoord ‘Bleib gesund!’, brieven van Heere Heeresma, ingeleid en samengesteld door Hein Aalders (2015, Privé Domein nr. 284, uitgeverij De Arbeiderspers)
- Ontsnapte boekverkopers (in: 'Een tuinman in de wildernis', 2021, Athenaeum Boekhandel)
- De geheime opname van Jellie Brouwer ('De Parelduiker', 2023, Stichting Oog in 't Zeil)
- In Memoriam John Albert Jansen ('De Parelduiker', 2024, Stichting Oog in't Zeil)
- Samenstelling en nawoord van de bloemlezing Heeresma Houdbaar (2024, uitgeverij Van Oorschot)
- 32e Drienerwoldelezing 'Het volgen van een eenpersoons fanfareorkest' (op 24/11/2024, voor de Stichting Literaire Manifestaties Enschede)

## Luisterboeken
- Charlotte's Web van E.B. White, kinderboek (2007, uitgeverij Rubinstein)
- De ongewone lezer van Alan Bennett (2008, uitgeverij Rubinstein)
- De kat met de hoed van Dr. Seuss, kinderboek (2008, uitgeverij Rubinstein)
- Het geluid van de stad, met diverse verhalen uit Amsterdam (2010, uitgeverij Rubinstein)
- Turtle 1, de auto uit Afrika van Tijs van den Boomen (2013, uitgeverij Fosfor)
- De man die naar Mars wilde van Joris van Casteren (2013, uitgeverij Fosfor)
- De diepvriesman van Lex Boon (2014, uitgeverij Fosfor)
- Vrolijke zwarte maandag van Auke Kok (2014, uitgeverij Fosfor)
- Dood van de ambassadeur van Ryszard Kapuscinski (2015, uitgeverij Fosfor)
- Avondmensen van Caroline van Keeken, gelezen samen met de auteur (2023, uitgeverij Alfabet)

## Documentaires
- Leven op een eiland, tweedelige audio-documentaire over dichter/vertaler Marko Fondse met wie De Goede in de zomer van 1985 het Griekse eiland Hydra bezocht, Fondses tweede woonplaats. (3 en 10 juni 1985 in VPRO Boeken)
- Eigen Volk, audiodocumentaire over de arts & volkskundige A.G. de Bruyn (1874-1957), tevens oprichter van het Oldenzaalse Palthe Huis. De Bruyn was grootvader van De Goede. Kleefde er een luchtje aan De Bruyns interesses tegen de achtergrond van bijvoorbeeld het antisemitisme in de vorige eeuw? (21 juli 2010 in VPRO's De Avonden)
- Audio-documentaire met Igor Cornelissen over de novelle De ondergang van de familie Boslowits van Gerard Reve (7 maart 2015 in VPRO's Nooit Meer Slapen)
- Stil, stil, reportage met Tijs Goldschmidt over stilte (16 april 2015 in VPRO's Nooit Meer Slapen)
- Willem Frederik Hermans als spoken word-schrijver, audio-documentaire over De God denkbaar, denkbaar de God, n.a.v. de honderdste geboortedag van Willem Frederik Hermans. Publicatie in de podcast DOCS (NTR-VPRO, 2021)
- Mijn route volgt niet de paden, audio-documentaire over en met schrijver/dichter Anton Dautzenberg voor de podcast DOCS (NTR-VPRO, 2022)
- En de naam is Heeresma, EO-documentaire (van regisseur John Albert Jansen, gemaakt voor de Joodse televisieprogrammering) over Heere Heeresma met des schrijvers dochter Marijne en zoon Heere jr. (2022).